# Воронина, Наталья Александровна
Наталья Александровна Воронина — советская и российская футболистка, выступавшая в клубе «Аврора».

## Достижения
командные
футбол
- Кубок СССР по футболу среди женщин
  - финалист: 1991

мини-футбол
- Чемпионат России по мини-футболу среди женщин
  - серебряный призёр (4): 1996/1997, 1997/1998, 1998/1999, 1999/2000
  - бронзовый призёр: 1995/1996

личные
- 33 лучших футболистки чемпионата России: 1993[2]
- забила гол в серии послематчевых пенальти в финале Кубка СССР по футболу 1991 года[3]